# Collaborateur d'architecte
 (janvier 2019).
Le collaborateur d'architecte ou assistant architecte, est un technicien chargé d'assister l'architecte dans tout ou l'une des phases de réalisation d'un projet architectural que sont les travaux d'architecture, les études techniques et/ou administratives ainsi que le suivi des travaux. Il peut exercer la maîtrise d’œuvre à titre libéral comme l'architecte seulement pour des travaux d'une surface de plancher inférieure à 150m², mais il assiste généralement l'architecte dans ses travaux autant que les ingénieurs du BTP.

## Fonction
Les fonctions exercées sont liées aux phases de déroulement d’un programme architectural :
- phase d’avant-projet : esquisses, études préliminaires, avant-projets sommaires et définitifs et autorisations de construire ;
- phase de projet : CAO et DAO, dessins architecturaux, études techniques, réalisation de maquettes et assistance au maître d’ouvrage ;
- phase de réalisation : dessins d’exécution, assistance à l’exécution des marchés de travaux et à la réception des ouvrages.

## Statut de travailleur
- Salarié
- Indépendant
- Fonctionnaire

## Synonyme
- Assistant Architecte; Assistant en architecture; commis d'architecte; collaborateur en architecture (bâtiment, urbanisme).
- Assistant Architecte-paysagiste; dessinateur paysagiste; concepteur paysagiste.
- Assistant Architecte d'intérieur; dessinateur d'intérieur; concepteur d'espace.
- Dessinateur-projeteur (BTP); dessinateur du bâtiment.
- Modeleur BIM

## Accès au métier en France
Depuis la rénovation du bac pro, l'admission se fait avec un Baccalauréat Professionnel de Technicien d'Etudes du Bâtiment option Assistant en Architecture.
- Bac Pro TB2A. (Bac) : pour concevoir des projets plus artistiques.
- BTS Bâtiment : pour concevoir des projets de bâtiments très techniques.
- BTSA Aménagements paysagers: pour concevoir des projets de jardins tout en offrant des savoirs scientifiques pour choisir les plantes adaptées à un jardin particulier.
- Diplôme d'étude en architecture (DEEA). (Bac+3 - Licence) : pour concevoir des projets plus artistiques.

## Évolution possible de carrière
- Assistant architecte > Assistant principal architecte > Chef de projet ou architecte (avec formation)
- Assistant architecte d'intérieur > Assistant principal architecte d'intérieur > Architecte d'intérieur
- Assistant paysagiste > Assistant principal paysagiste > Paysagiste concepteur ou Ingénieur-paysagiste
- Dessinateur > Projeteur > Chef de bureau

Suivant les formations et les responsabilités entrepris en cours de carrière le dessinateur ou collaborateur d'architecte peut évoluer vers différents postes:
- Architecte
- Architecte d'intérieur
- Paysagiste concepteur
- Ingénieur
- Économiste de la construction

## Salaire
- Débutant (moins de 5 ans d'expérience): 1 200 € à 1 990 € net en moyenne[1].
- Confirmé (plus de 5 ans d'expérience): 2 170 € à 2 500 € net en moyenne[1].

## Équivalence du poste et des diplômes à l'étranger

### Belgique[4]
- Statut: Dessinateur en construction/en génie civil

Formation: bac +3 (Licence) (Baccalauréat en architecture en Belgique).
Salaire: ?

### Liban
- Statut: Dessinateur du bâtiment

Formations: ???
Salaire: 1200 à 1500 Dollars débutant (867,2 € à 1083,4 € débutant).

### Maroc[5]
- Statut: Dessinateur du bâtiment

Formations: Niveau bac ou bac + 2 minimum (BTS au Maroc).
Salaire: 3.000 à 6.000 Dirhams débutant (267,5 € à 535,1 € débutant).

### Québec[6],[7],[8]
- Statut: Technicien/technologue en architecture.

Formation: Niveau bac +2 minimum (Diplôme d'Études Collégiales au Québec) + inscription à l'ordre des technologues du Québec. le baccalauréat français équivaut à une année d'études collégiales québécoise.
Salaire: 22 dollars canadien de l'heure, soit 3115 dollar canadien par mois (35,4 heures de travail en moyenne au Québec). Ce qui équivaut à 2114 € par mois.

### Suisse[9]
- Statut: Dessinateur en orientation architecture

Formation: Niveau bac minimum (Certificat Fédéral de Capacité en Suisse).
Salaire (niveau bac - Dessinateur-architecte): 2382€ en début de contrat à 3268 € minimum au bout de 5 ans. (45 500 à 55 900 Francs suisse annuels).
Salaire (niveau Bac +3,+4 - Technicien-architecte): de 50 700 à 62 400 Francs suisses annuels.
Salaire (niveau architecte - Architecte):de 56 550 à 68 900 Francs suisses annuels.